# Ларрок (Верхние Пиренеи)
Ларро́к (фр. Larroque, окс. L'Arròca) — коммуна во Франции, находится в регионе Юг — Пиренеи. Департамент — Верхние Пиренеи. Входит в состав кантона Кастельно-Маньоак. Округ коммуны — Тарб.
Код INSEE коммуны — 65263.

## География

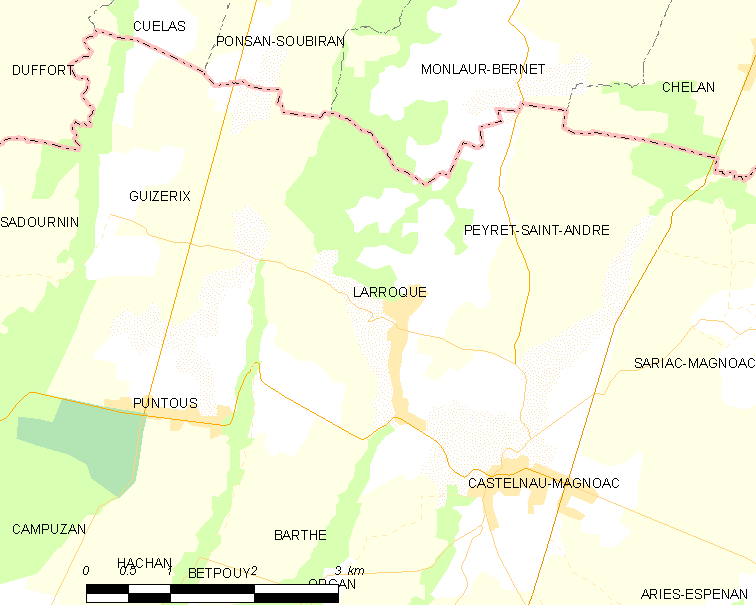
Карта коммуны

Коммуна расположена приблизительно в 640 км к югу от Парижа, в 85 км юго-западнее Тулузы, в 36 км к востоку от Тарба.
По территории коммуны протекает река Жез. На юге коммуны расположено озеро Кастельно-Маньоак (фр. Castelnau-Magnoac).

## Климат
Климат умеренно-океанический с солнечной тёплой погодой и обильными осадками на протяжении практически всего года.

## Население
Население коммуны на 2010 год составляло 89 человек.
| 1962 | 1968 | 1975 | 1982 | 1990 | 1999 | 2010 |
| ---- | ---- | ---- | ---- | ---- | ---- | ---- |
| 129  | 128  | 120  | 111  | 99   | 102  | 89   |

## Администрация
| Период | Период | Фамилия       | Партия | Примечания |
| ------ | ------ | ------------- | ------ | ---------- |
| 2001   | 2014   | Жиль Коррежер |        |            |
| 2014   | 2020   | Шаабан Заитер |        |            |

## Экономика
В 2010 году среди 47 человек трудоспособного возраста (15-64 лет) 28 были экономически активными, 19 — неактивными (показатель активности — 59,6 %, в 1999 году было 64,8 %). Из 28 активных жителей работали 25 человек (15 мужчин и 10 женщин), безработных было 3 (3 мужчин и 0 женщин). Среди 19 неактивных 2 человека были учениками или студентами, 10 — пенсионерами, 7 были неактивными по другим причинам.

## Достопримечательности
- Руины донжона (XII век). Исторический памятник с 1930 года[4]